# M15/42
O M15/42 foi um tanque italiano da Segunda Guerra Mundial de 15 toneladas. A primeira unidade foi construída em janeiro de 1943 e aproximadamente 90 unidades foram construídos antes do armistício italiano, que ocorreu em setembro de 1943. Depois desta data, os M15/42 foram confiscados e utilizadas pelos alemães, que também construíram outros 28 tanques M15/42.
O armamento deste equipamento bélico era um canhão de 47 milímetros e quatro metralhadoras Breda 38 de 8 milímetros.
Esse tanque,fabricado entre 1 de janeiro e 8 de setembro de 1943,foi um dos menos produzidos da Segunda Guerra Mundial.